# Сасмакас
Са́смакас (устар. Сасмаккен; латыш. Sasmakas ezers; южная часть — Ва́лдемарпилс, латыш. Valdemārpils ezers; северная часть — А́рлавас, латыш. Ārlavas ezers) — проточное эвтрофное озеро в Арлавской волости Талсинского края Латвии. Относится к бассейну Рижского залива.
Располагается к востоку от Валдемарпилса, в южной части Дундагского поднятия Северо-Курземской возвышенности. Уровень уреза воды находится на высоте 49,5 м над уровнем моря. Акватория состоит из двух частей, соединяемых узким проливом напротив города Валдемарпилс, вытянута в меридиональном направлении на 7,2 км, шириной — до 0,7 км. Площадь водной поверхности — 237 га. Средняя глубина составляет 3,8 м, наибольшая — 7,4 м. Степень зарастания — 8 %. Площадь водосборного бассейна — 49,5 км². Озеро пересекает река Мазроя, правый приток Рои, впадающей в Рижский залив.